# Podlesí (okres Ústí nad Orlicí)
Obec Podlesí (německy Podles) se nachází v okrese Ústí nad Orlicí v Pardubickém kraji.
Žije zde 275 obyvatel.
Obec vznikla formální cestou teprve roku 1960 sloučením vesnic Němčí, Turov a osady Olešná, název Podlesí vznikl uměle.

## Historie
První písemná zmínka o obci pochází z roku 1392.

## Části obce
- Němčí
- Olešná
- Turov

## Galerie

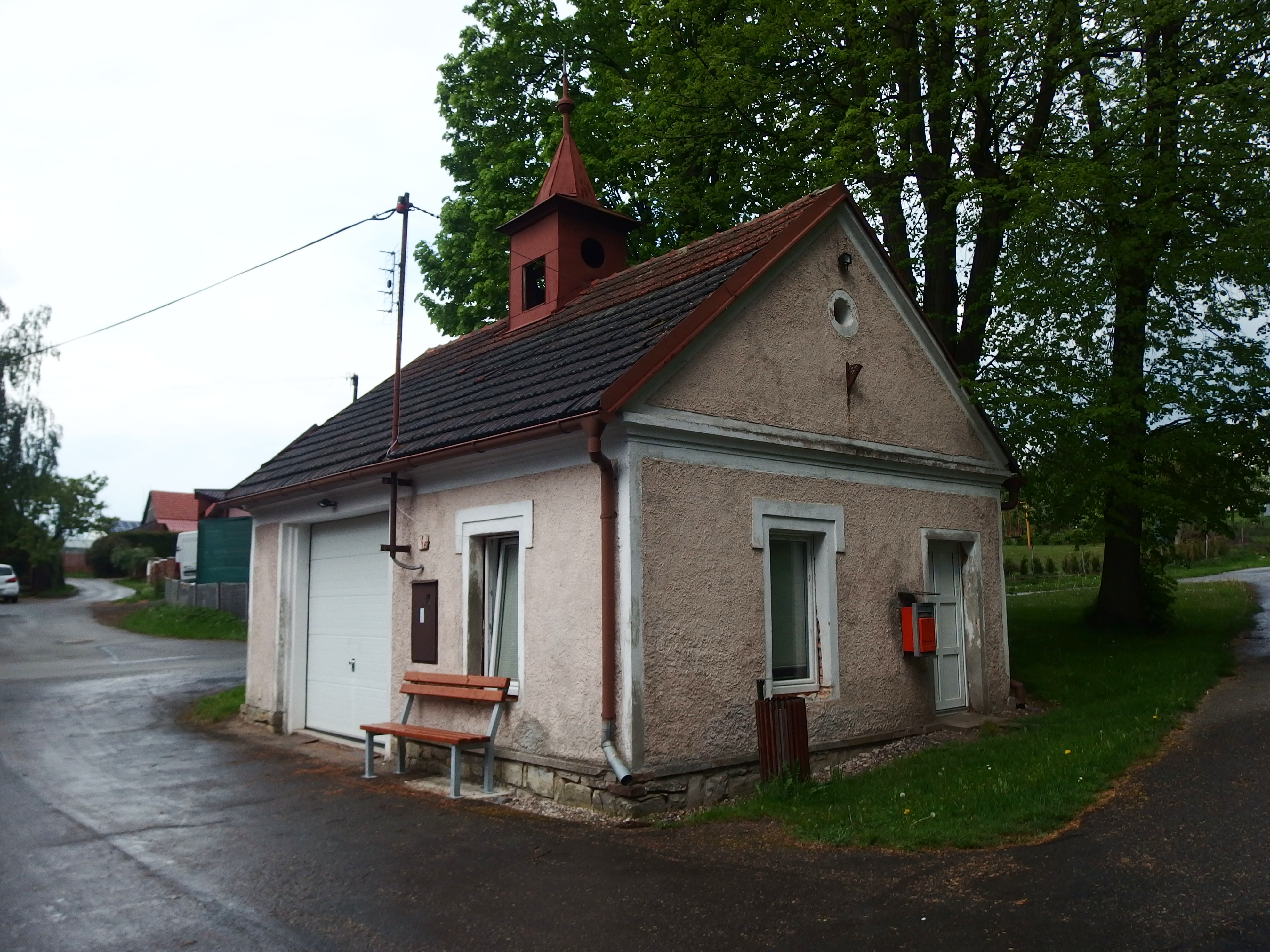
Němčí, hasičská zbrojnice
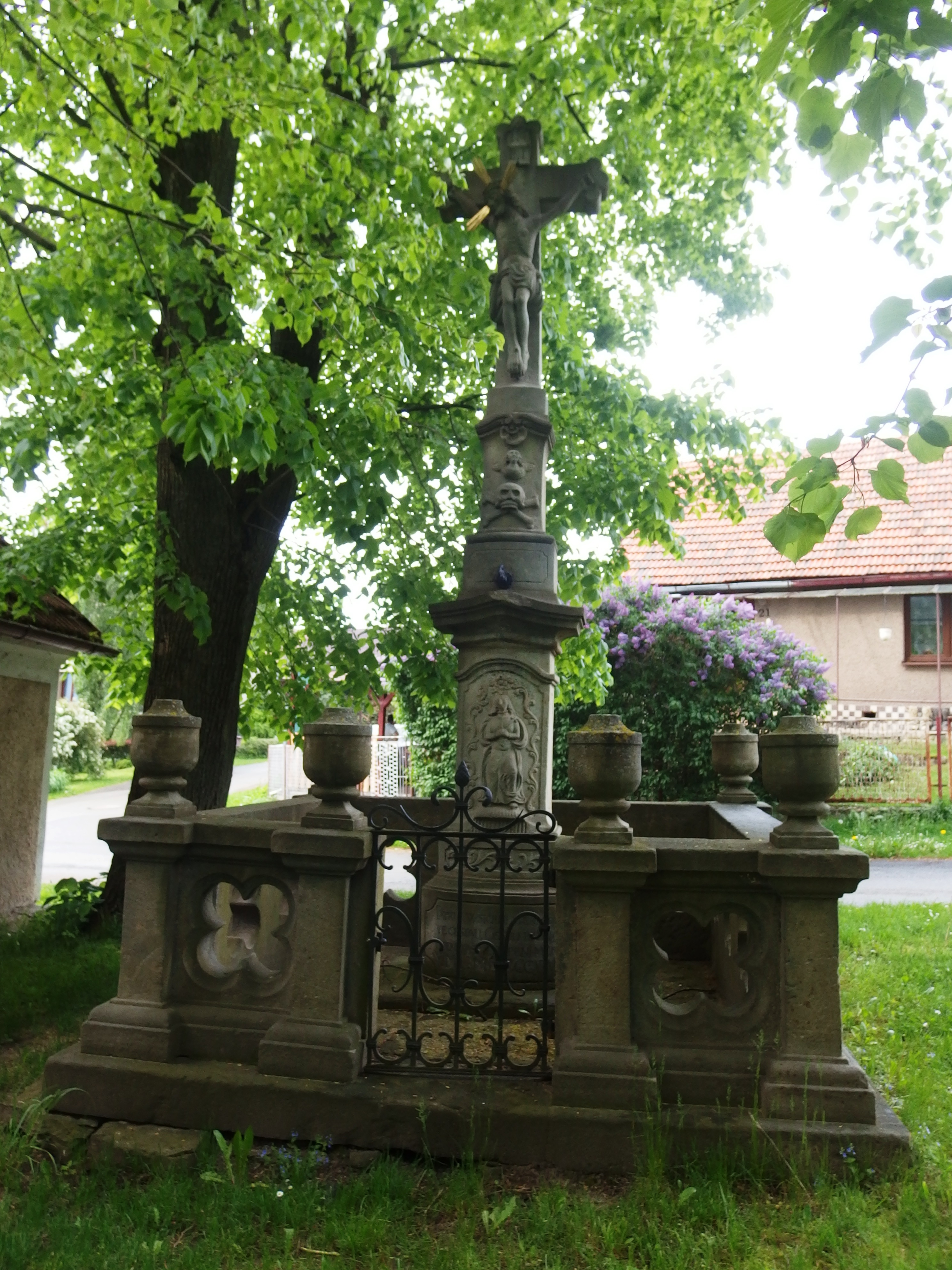
Němčí, kříž
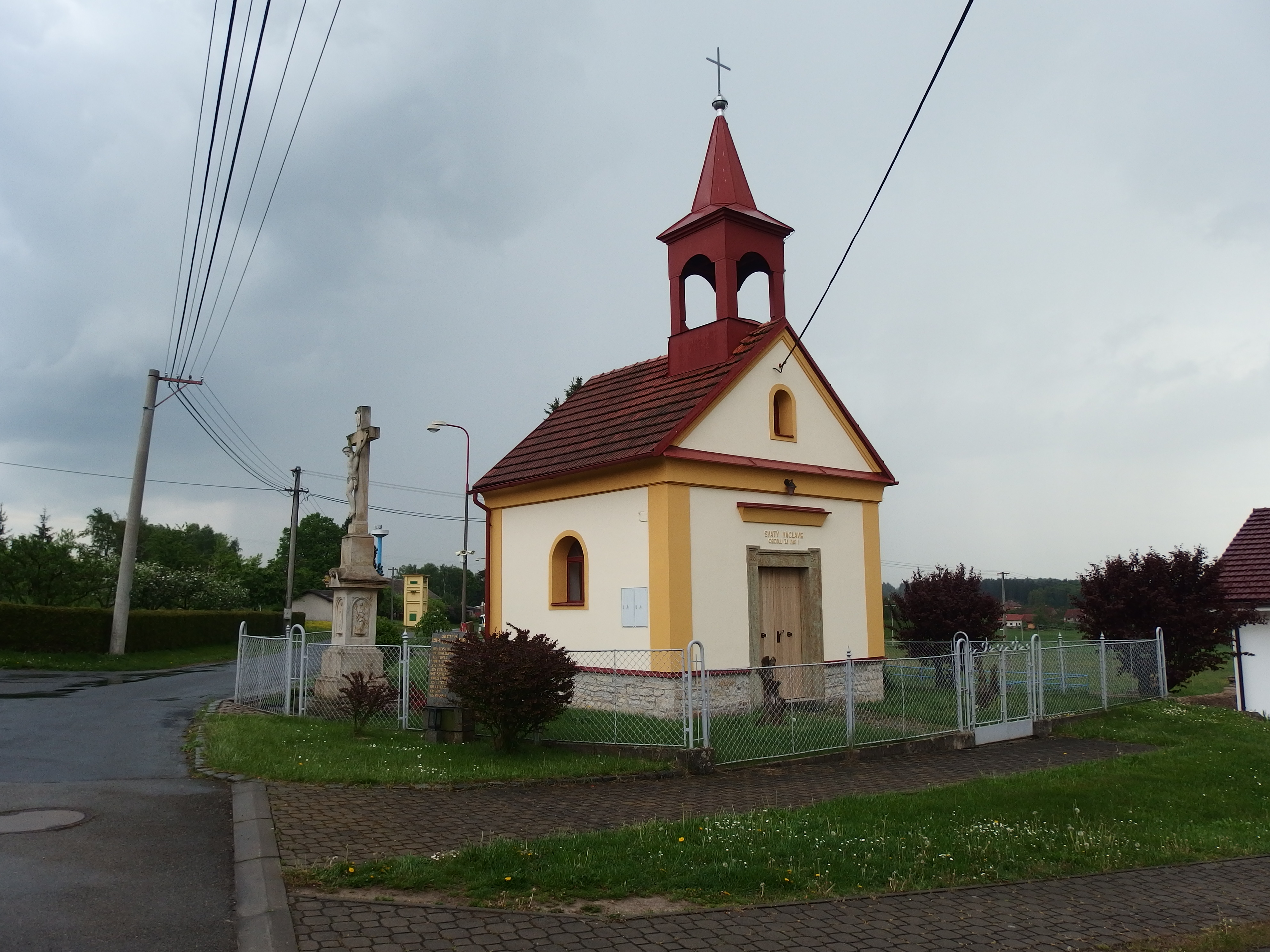
Turov, kaple
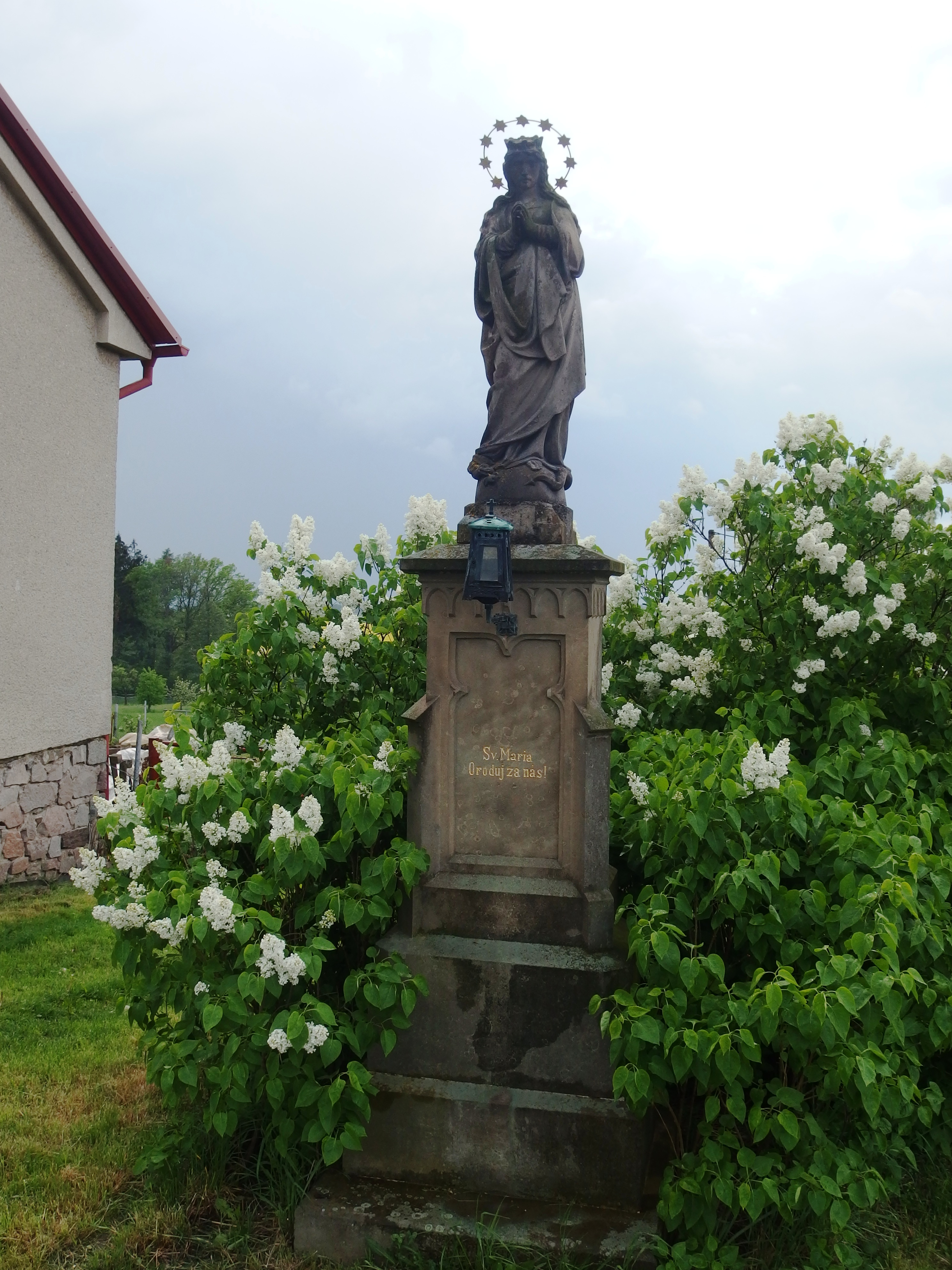
Němčí,Socha Panny Marie
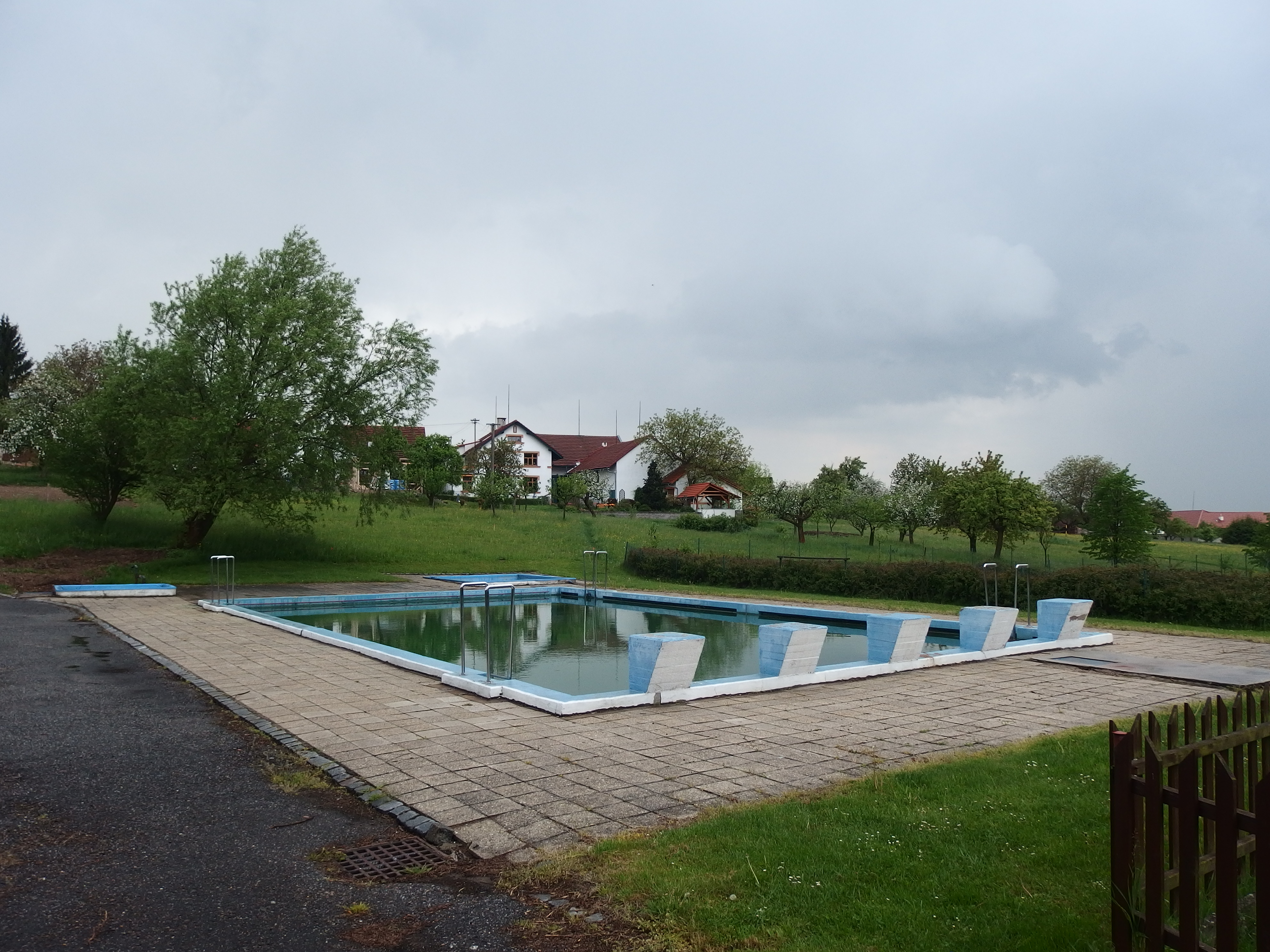
Němčí, koupaliště
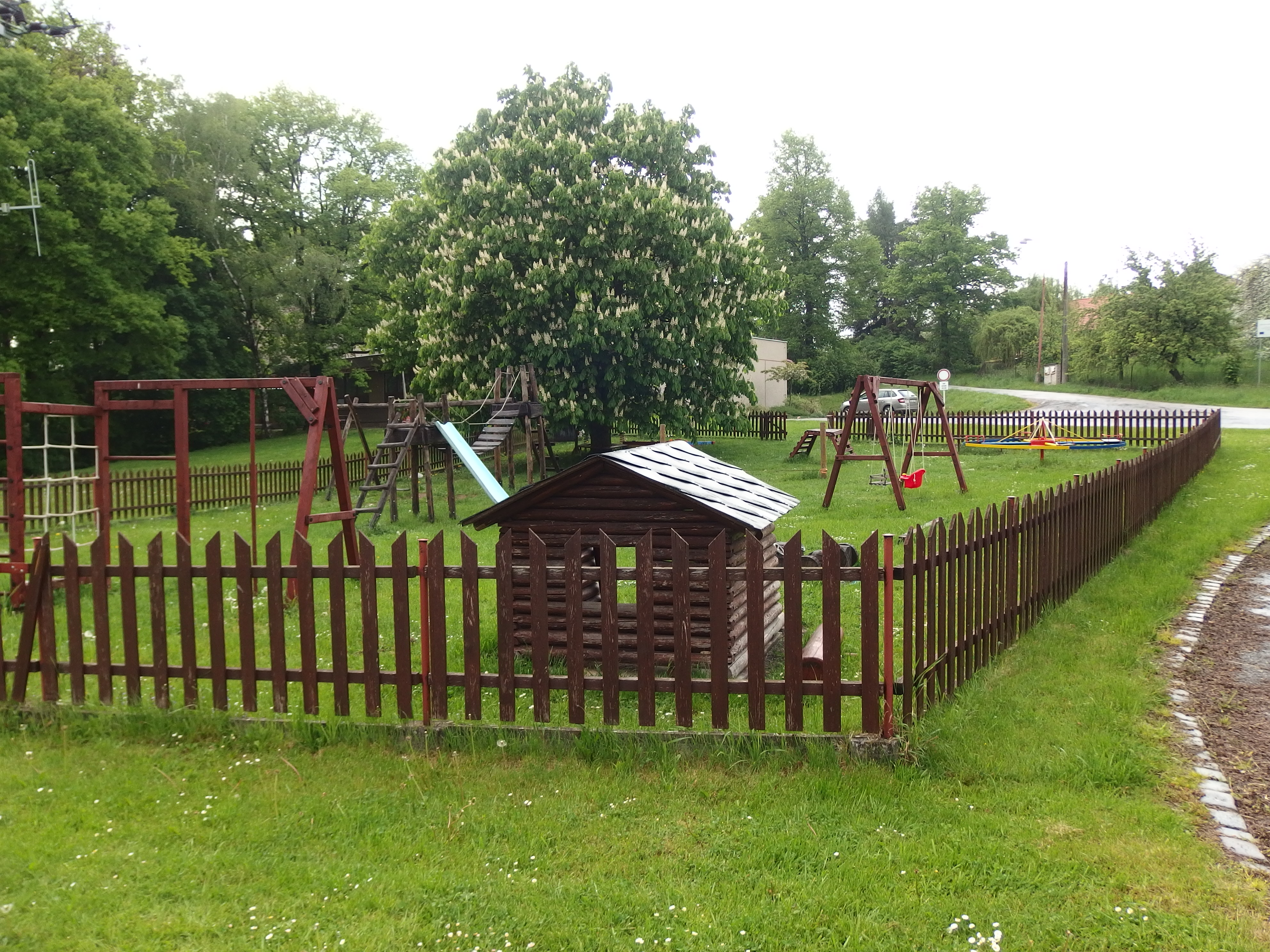
Němčí, dětské hřiště